# Konståret 1852

## Verk

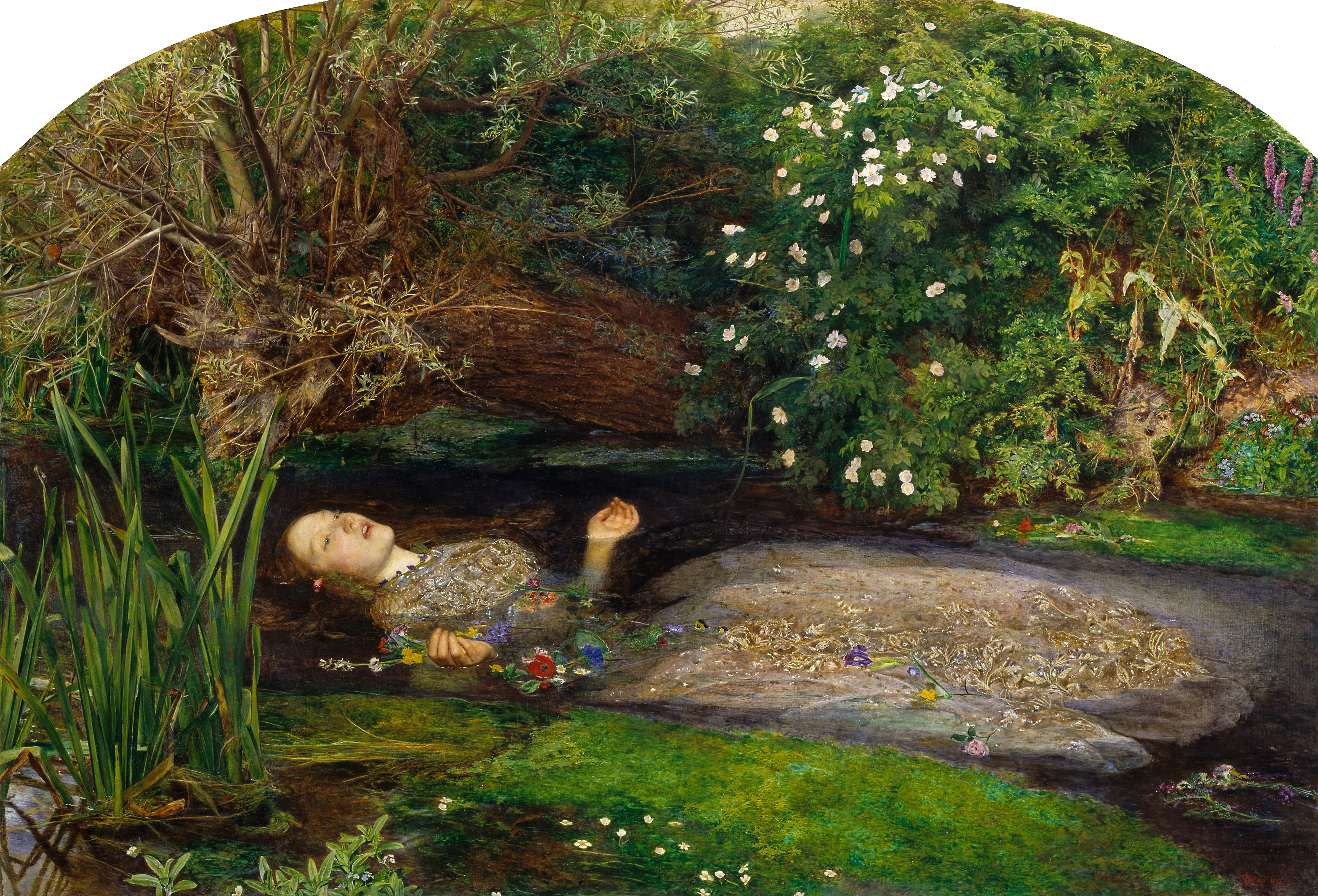
John Everett Millais verk Ofelia färdigställdes 1852.

- Gustave Courbet - Byflickorna samt Den insomnade spinnerskan.
- William Holman Hunt - Världens ljus.
- Sir John Everett Millais - Ofelia.

## Händelser
- South Kensington Museum grundades i London.
- Axel Gabriel Bielke blir invald som hedersledamot av Kungliga Akademien för de fria konsterna.

## Priser
- Prix de Rome, skulptur: Alfred Lepère – Philoctète à Lemnos.

## Födda
- 24 januari - Otto Meyer (död 1933), svensk konstgjutare.
- 2 februari - José Guadalupe Posada (död 1913), mexikansk konstnär.
- 14 februari - Carl Brandt (död 1930), svensk bildkonstnär.
- 1 april – Edwin Austin Abbey (död 1911), amerikansk målare och illustratör.
- 26 maj - August Hagborg (död 1921), svensk målare.
- 21 juni - Theodor Lundberg (död 1926), svensk skulptör.
- 19 juli - Johan August Gustafsson (död 1932), svensk träskulptör.
- 27 juli - Edward Onslow Ford (död 1901), engelsk skulptör.
- 5 augusti - Ole Juul (död 1927), norsk målare.
- 13 augusti - Christian Krohg (död 1925), norsk naturalistkonstnär, författare och journalist.
- 14 augusti - Carl Aarsleff (död 1918), dansk bildhuggare.
- 4 september – Eilif Peterssen (död 1928), norsk tecknare och målare.
- okänt datum - Ola Eriksson (död 1942), svensk bildhuggare.

## Avlidna
- 9 januari - Inga Norbeck (född 1796), svensk skådespelare, dansare och konstnär (tecknare).
- 10 februari - Samuel Prout (född 1783), engelsk målare.
- 30 mars - Pehr Adolf Kruskopf (född 1805), finländsk konstnär.
- 30 maj - George Chinnery (född 1774), engelsk målare.
- Kers Erik Jönsson (född 1812), svensk dalmålare.
- 4 augusti - Alfred Guillaume Gabriel, Count D'Orsay (född 1801), fransk målare, skulptör och beskyddare av konsten.
- 14 augusti - Eberhard Wächter (född 1762), tysk målare.
- 14 september - Augustus Pugin (född 1812), engelsk arkitekt, illustratör och designer.
- 20 september - William Finden (född 1787), engelsk gravör.
- 23 september - John Vanderlyn (född 1775), amerikansk målare.
- 20 oktober - Axel Otto Mörner (född 1774), svensk konstnär.
- 29 oktober - Jules Ramey (född 1796), fransk skulptör och lärare.
- 18 december - Horatio Greenough (född 1805), amerikansk skulptör.